# Winx Club : Le Secret du royaume perdu
Série
Winx Club 3D : L'Aventure magique
(2010)
Pour plus de détails, voir Fiche technique et Distribution.
Winx Club : Le Secret du royaume perdu (Winx Club - Il segreto del regno perduto) est un film d'animation italien réalisé par Iginio Straffi et sorti le 30 novembre 2007. Coproduit par Rai Fiction, il est le premier long métrage d'animation en images de synthèse de Rainbow CGI. Le film complète l'intrigue des trois premières saisons de la série, qui raconte l'histoire du Winx Club, un groupe de jeunes filles, fées, qui luttent contre le mal dans le monde de la magie. Par ailleurs, pour la première fois depuis le lancement de la franchise, les personnages sont présentés dans des graphismes en trois dimensions. Le principe du film consiste à dire qu'il y a quelque chose de magique et de spécial en chacun qui le rend unique, et la magie est présentée par l'auteur comme une énergie qui forme la personnalité d'une personne. Dans l'histoire, le personnage principal Bloom apprend un jour qu'elle est une fée et également une princesse d'un royaume enchanté, à la suite de laquelle elle se lie d'amitié avec cinq autres fées et protège le monde magique du mal, sans jamais cesser de chercher des informations sur elle-même et sur ses parents. Le dessin animé tire un trait sur cette histoire et met en lumière les questions laissées en suspens dans la série.
Un studio indépendant est créé pour la production du film. La création du dessin animé ne se fait pas sans difficultés, car il s'agit de la première expérience de ce type pour Rainbow, et les créateurs sont pressés de montrer le film dans les salles avant Noël. Les critiques, qui sont les proches du réalisateur, accueillent le film de manière négative : les créateurs sont accusés de plagier d'autres œuvres, de mettre l'accent sur la beauté et les vêtements des héroïnes, et évaluent négativement la qualité de l'animation et des dialogues. Néanmoins, les aspects positifs du film sont relevés : il transmet au spectateur la valeur de la famille, de l'amitié, de la solidarité et des bonnes actions. La qualité de l'animation et des effets spéciaux séduit. Selon une autre opinion, le dessin animé établit une norme de qualité pour l'Italie. Le thème principal du dessin animé est écrit par la chanteuse australienne Natalie Imbruglia, qui parle en termes élogieux de l'œuvre et des personnages, qui lui rappellent sa jeunesse. Le film prend la première place au box-office italien dès le premier week-end, et il est présenté à la télévision comme un film d'animation de qualité.

## Synopsis
Bloom est à la recherche de ses vrais parents — le roi Oritel et la reine Marion. Les Winx obtiennent leur diplôme à Alféa, mais Bloom ne peut devenir fée gardienne tant que sa planète, Domino reste détruite,. Sky réconforte l'héroïne et la convainc de continuer à chercher ses parents. Un vaisseau arrive et le jeune homme est obligé de partir avec la mystérieuse jeune femme, en promettant à Bloom de tout expliquer plus tard. Bloom se rend sur Terre pour rendre visite à ses parents adoptifs Mike et Vanessa, et voit en rêve ce qui est arrivé à ses vrais parents : trois anciennes Sorcières Ancestrales emprisonnent son père dans une autre dimension, et sa mère se retrouve emprisonnée dans l'épée d'Oritel. Daphné apparaît devant Bloom et lui dit qu'elle croit que leurs parents sont toujours en vie. Elle demande à l'héroïne de trouver le Livre de la Destinée, qui retrace l'histoire de la planète Domino. Les Winx et les spécialistes acceptent de se rendre à Domino avec Bloom et de l'aider. Dans la bibliothèque, ils rencontrent Barthelby, le journaliste d'Oritel, et apprennent que tout le peuple de Domino est piégé dans la dimension maléfique de l'Obsidienne. En disparaissant, Barthelby prononce une prophétie selon laquelle le roi sans couronne prendra l'épée d'Oritel et sauvera Domino. Les trois anciennes sorcières envoient leur servante Mandragora pour faire échouer les Winx. Riven est mordu par l'araignée de Mandragora et le garçon devient sa marionnette. Mandragora attaque ensuite Alféa, mais les Winx et les autres personnages l'en empêchent. Les fées pénètrent dans l'Arbre-Portail pour y trouver la Clé d'Obsidienne. Dès que les héros entrent dans la dimension, Mandragora apparaît, et Riven, envoûté, commence à combattre Sky. Alors qu'il s'apprête à le frapper de sa lame, Musa se précipite sur lui et est blessée. Riven réfléchit à ce qu'il a fait, la prend dans ses bras et lui dit qu'il se bat pour elle. Bloom voit une statue de pierre qui ressemble à son père. Les sorcières lui montrent Mike et Vanessa et menacent de les tuer si la jeune fille ne se rend pas, mais Bloom remarque que Mike n'éternue pas en présence du chat, alors qu'il est allergique aux chats, et comprend qu'il s'agit d'une illusion. Sky prend l'épée d'Oritel et s'évanouit. Bloom pense qu'il est mort, car selon la prophétie, seul le roi peut prendre l'épée, mais elle est soutenue par Daphné et elles combattent ensemble les sorcières. Les sorcières s'emparent du corps de Mandragora et commencent à étouffer Bloom, mais Sky se lève et tue Mandragora avec l'épée d'Oritel, après quoi l'Obsidienne est détruite et Domino et ses habitants s'éveillent à la vie. Sky explique qu'il est désormais roi d'Eraklyon et que son couronnement remonte à la nuit où il a été contraint de laisser Bloom à Alféa. Bloom retrouve ses vrais parents, qui lui promettent de faire partie de sa vie, et remercient Mike et Vanessa d'avoir élevé leur fille. Au cours d'une danse, Sky demande Bloom en mariage. La voix de Bartleby annonce que la prophétie s'est accomplie, que Bloom est devenue une fée gardienne et que le Winx Club est une compagnie de lumière. Cependant, les sorcières ancestrales ne sont pas vaincues, elles ont seulement été libérées de leur emprisonnement après la destruction de l'Obsidienne. Elles prévoient de prendre le contrôle d'Icy, Darcy et Stormy — les trix.

## Fiche technique
Sauf indication contraire, les informations mentionnées dans cette section peuvent être confirmées par la base de données cinématographiques IMDb,  présente dans la section « Liens externes ».
- Titre original : Winx Club: Il segreto del Regno Perduto
- Titre français : Winx Club : Le Secret du royaume perdu
- Réalisation : Iginio Straffi
- Scénario : Sean Molyneaux, Iginio Straffi
- Musique : Paolo Baglio
- Directeurs de l'animation : Vincenzo Nisco, Corrado Virgili
- Pays d'origine :  Italie
- Langue originale : Italien
- Durée : 75 min
- Dates de sortie : 
  - Italie : 30 novembre 2007
  - Belgique : 26 mars 2008
  - France : 2 avril 2008
  - États-Unis : 11 mars 2012

## Distribution

### Voix originales
Sauf indication contraire, les informations mentionnées dans cette section peuvent être confirmées par la base de données cinématographiques IMDb,  présente dans la section « Liens externes ».
- Gabriele Lavia : Voix narrative
- Letizia Ciampa : Bloom / Tune
- Perla Liberatori : Stella / Chatta / Zing
- Domitilla D'Amico : Tecna / Livy
- Ilaria Latini : Flora / Amore
- Gemma Donati : Musa / Digit
- Laura Lenghi : Layla / Lockette
- Emanuela Rossi : Faragonda

### Voix françaises
Sauf indication contraire, les informations mentionnées dans cette section peuvent être confirmées par la base de données cinématographiques Allociné,  présente dans la section « Liens externes ».
| - Carole Baillien : Bloom - Esther Aflalo : Stella - Tania Garbarski : Tecna - Alice Ley : Flora - Mélanie Dambermont : Musa - Delphine Moriau : Layla - Colette Sodoyez : Daphné - Francine Laffineuse : Mandragore - Myriam Thyrion : Faragonda - Jean-Michel Vovk : Hagen - Sébastien Hébrant : Sky - Alexandre Crépet : Brandon - Mathieu Moreau : Riven - Tony Beck : Timmy - Pierre Lognay : Helia - Christophe Hespel : Nabu | - Jennifer Baré : Lockette - Claire Tefnin : Chatta - Géraldine Frippiat : Tune - Stéphane Flamand : Digit / Piff - Franck Dacquin : Mike - Jacqueline Ghaye : Vanessa - Laurent Bonnet : le roi Oritel - Alexandra Corréa : la reine Marion / Amore - Maïa Baran : Myrta - Peppino Capotondi : Wizgiz - Nathalie Hons : Griselda - Benoit Van Dorslaer : Palladium - Bernadette Mouzon : Icy - Nathalie Stas : Darcy - Dominique Wagner : Stormy |

## Origine et production
L'idée du film d'animation est lancée par Iginio Straffi lors de la création de la série. Elle est basée sur l'histoire d'une jeune fille, Bloom, qui découvre qu'elle a des pouvoirs magiques et possède une longue histoire, mais ce n'est qu'avec le temps qu'elle réalise l'importance de sa mission. Straffy envisage à l'origine de conclure l'histoire de Bloom dans la troisième saison, mais il décide de développer les lignes secondaires de la série et de porter la fin de l'histoire principale sur le grand écran. Le film d'animation tire un trait sur l'histoire de Bloom et vise à répondre au mystère de l'intrigue de la série. L'histoire d'une jeune fille à la recherche de ses vrais parents est inspirée de l'histoire d'une camarade de classe, dont il emprunte les traits de caractère à sa femme Joan Lee. Le message sous-jacent du dessin animé est que chaque enfant est unique et qu'il y a quelque chose de "magique et spécial" chez chacun. La magie est présentée comme une énergie qui aide les gens à façonner leur personnalité et à rester eux-mêmes dans les moments difficiles.
L'histoire du film porte sur la recherche de son identité et de ses origines, sur le processus de croissance et sur la transition entre le monde de l'adolescence et celui de l'âge adulte. Straffi est assisté dans l'écriture du scénario par Sean Molyneaux, un New-Yorkais qui a déjà participé au scénario de la série. L'intention pour Straffi est non seulement de transmettre du contenu et de l'émotion, mais aussi de rendre le dialogue similaire aux œuvres américaines afin de gagner le cœur du public. De cette manière, le créateur espère intéresser même les téléspectateurs qui n'ont pas regardé la série originale.  En même temps, il insiste sur le fait que le film d'animation n'est pas une comédie comme les œuvres de Disney et Pixar. Le réalisateur affirme avoir créé un nouveau genre : le « fantastique action-romance ». Le dessin animé est aussi axé sur les personnages masculins, ce qui le rend intéressant pour toute la famille.
« Insomma lacrime e sangue, ma anche tanto divertimento ed un livello di energia creativa che si respirava in ogni reparto degli studios; e poi l’impagabile sensazione di lavorare ad un progetto unico, di essere parte di un esperienza che mai prima si era realizzata in Italia »
— Iginio Straffi

« Pour résumer, des larmes et du sang, mais aussi beaucoup de plaisir et un niveau d'énergie créative que l'on peut ressentir dans tous les studios ; et puis le sentiment inestimable de travailler sur un projet unique, de faire partie d'une expérience qui ne s'était encore jamais réalisée en Italie. »

### Promotion
En mai 2007, le film d'animation est présenté au Festival de Cannes, où il est présenté aux distributeurs internationaux. En octobre, les créateurs présentent un extrait de 35 min du film d'animation au Festival international du film de Rome,.

## Musique
La chanson principale du film, intitulée All the Magic est écrite et interprétée par la chanteuse australienne Natalie Imbruglia. Elle s'est exprimée positivement à propos du film d'animation, notant que les Winx incarnent des qualités importantes dont elle a besoin pour l'évolution de sa carrière. Pour elle, les fées incarnent la jeunesse moderne, débordante d'énergie et de détermination à affronter tous les dangers, tout en conservant toujours un sourire, un élément qu'elle considère comme crucial pour réussir. L'Italienne Elisa Rosselli écrit et interprète les autres chansons. Iginio Straffi engage Rosselli pour la première fois alors qu'il recherche un compositeur et un interprète pour enregistrer la bande originale du film.
Le CD audio de la bande originale du film est sorti en Italie le 16 novembre 2007.
| Winx Club: Il Segreto del Regno Perduto | Winx Club: Il Segreto del Regno Perduto | Winx Club: Il Segreto del Regno Perduto | Winx Club: Il Segreto del Regno Perduto | Winx Club: Il Segreto del Regno Perduto | Winx Club: Il Segreto del Regno Perduto | Winx Club: Il Segreto del Regno Perduto | Winx Club: Il Segreto del Regno Perduto | Winx Club: Il Segreto del Regno Perduto | Winx Club: Il Segreto del Regno Perduto |
| No                                      | Titre                                   | Durée                                   |                                         |                                         |                                         |                                         |                                         |                                         |                                         |
| --------------------------------------- | --------------------------------------- | --------------------------------------- | --------------------------------------- | --------------------------------------- | --------------------------------------- | --------------------------------------- | --------------------------------------- | --------------------------------------- | --------------------------------------- |
| 1.                                      | Unica                                   | 3:43                                    |                                         |                                         |                                         |                                         |                                         |                                         |                                         |
| 2.                                      | Segui Il Tuo Cuore                      | 3:23                                    |                                         |                                         |                                         |                                         |                                         |                                         |                                         |
| 3.                                      | Tu Puoi Credere In Te                   | 4:19                                    |                                         |                                         |                                         |                                         |                                         |                                         |                                         |
| 4.                                      | A Un Passo Da Me                        | 3:43                                    |                                         |                                         |                                         |                                         |                                         |                                         |                                         |
| 5.                                      | Potere Di Enchantix                     | 2:23                                    |                                         |                                         |                                         |                                         |                                         |                                         |                                         |
| 6.                                      | Segui Il Ritmo                          | 3:31                                    |                                         |                                         |                                         |                                         |                                         |                                         |                                         |
| 7.                                      | All the Magic                           | 4:47                                    |                                         |                                         |                                         |                                         |                                         |                                         |                                         |
| 25:49                                   |                                         |                                         |                                         |                                         |                                         |                                         |                                         |                                         |                                         |

## Sortie et accueil
La plupart des critiques italiens évaluent négativement le dessin animé. Beaucoup accusent les créateurs de plagiat envers les séries de films Harry Potter, Le Seigneur des Anneaux et Sailor Moon, considérant l'intrigue banale, les personnages vulgaires et similaires à Bratz et Paris Hilton. Ils soulignent également la faible qualité de l'animation par rapport aux films d'animation 3D occidentaux et comparent les effets spéciaux à ceux utilisés dans la série Power Rangers. Il y a un abus dans le récit par le biais d'un narrateur et une focalisation excessive sur la mode. Cependant, ils attribuent la popularité du dessin animé au marketing,.
Des critiques françaises, dont les évaluations varient d'une à trois étoiles, soulignent globalement les mêmes défauts, dans des mesures différentes. Isabelle Regnier, du journal Le Monde, souligne que « malgré l'utilisation de l'animation 3D, le film d'animation ne parvient pas à se démarquer, mettant en scène des jeunes filles aux proportions de mannequins, obsédées par leur apparence, et engagées dans des batailles tout en criant « Amis pour toujours ! » entre deux interludes pop difficilement supportable ». La journaliste Natasha Senjanovic publie un article sur le film dans le magazine américain The Hollywood Reporter. Elle critique le film « pour son étonnante absence d'originalité dans le thème de la quête de soi et de son foyer », qualifiant les héroïnes du film de « mélange troublant de sexualité et de son opposé », et estime que le scénario manque d'imprévisibilité. Elle remarque également que le dessin animé attire le spectateur avec les tenues vives et les coiffures des héroïnes. Les critiques allemands soutiennent la tendance de leurs collègues étrangers. Par exemple, Katharina Wiegert écrit dans le magazine Focus que les proportions irréalistes et les longues jambes des héroïnes du film induisent les enfants en erreur quant à la perception de leur propre corps. Thomas Klingenschmid, du journal Rheinische Postrude, exprime l'opinion selon laquelle les personnages du film promeuvent l'anorexie. Christoph Petersen du site cinématographique Filmstarts écrit que « le dessin animé rejette les qualités cinématographiques objectives et même les bases dramaturgiques ».
Le site italien de cinéma Movieplayer publie une critique plus modérée, dans laquelle il souligne certains avantages de l'animation en 3D par rapport à l'animation en 2D, tels que des ombres réalistes et le drapé des vêtements, mais comme les critiques précédentes, il note également le manque d'expressivité des visages des personnages, la faible qualité de l'animation des mouvements et le manque de dialogues. Carla Chigognini publie une critique sur le site Cineblog.it et estime que le dessin animé n'est pas du tout intéressant pour les adultes, mais pour un public enfantin, malgré la présence de tenues assez courtes pour les héroïnes. Cependant, elle est impressionnée par la scénographie et la minutie de l'architecture dans le dessin animé. Frédéric Minyars, du site français aVoir-aLire.com, qui attribue deux étoiles au film, écrit : « C'est étonnant, mais cette raffinée médiocrité [...] ressemble à un véritable film, pas à un épisode de télévision étiré pour le marketing interne ». Le critique constate la dynamique et la fluidité de l'animation, la diversité du scénario et des dialogues, et qualifie également le film de réussite dans son genre et de « presque pas ennuyeux ». Plusieurs critiques soulignent les aspects positifs du film d'animation tel que le site Animeita qui le qualifie de « conclusion digne de la troisième saison, qui plaît non seulement aux enfants mais aussi aux adultes. En plus de l'apparence flashy des personnages, il faut prêter attention aux idées positives du film, telles que l'amitié et l'unité ». De plus, il fait l'éloge de la qualité de l'animation et des effets spéciaux, notamment compte tenu des délais serrés de production, et note que le film établit une nouvelle norme de qualité pour l'animation italienne. L'auteur de la critique met particulièrement en avant le travail remarquable du directeur de la photographie, qui met en évidence la palette de couleurs du film.